# 羅剎國
罗刹鬼国，為傳說中食人羅刹所居之處，在佛教的《法华经·普门品》称：「入于大海，假使黑风吹其船舫，飘堕罗刹鬼国，其中若有乃至一人，称观世音菩萨名者，是诸人等，皆得解脱罗刹之难。」。

## 文学创作
在《聊斋志异》的《罗刹海市》一篇里有提到罗刹国
在《后西游记》里也有《罗刹鬼国》